# 사쿠라 모모코
사쿠라 모모코(さくらももこ, 1965년 5월 8일 ~ 2018년 8월 15일)는 일본의 만화가이다. 본명은 미우라 미키(三浦美紀)이다.
시즈오카현 시즈오카시 시미즈구 출신으로 고등학교 재학 중에 처음으로 만화를 그리기 시작하였다. 1986년부터 만화 《마루코는 아홉살》을 그리기 시작하여 1990년 애니메이션으로 제작, 방영, 인기가 높아졌다.(1992년 일단 종영되었으나 1995년 방영을 재개해 현재까지 계속되고 있음) 마루코는 아홉살에서 2차, 3차 작품들이 속속 쏟아져나왔다.
2018년 8월 15일, 53세의 나이에 유방암으로 숨졌다.